# Амба-Марьям
А́мба-Ма́риам — поселок в центре Эфиопии. Во времена Теодроса II был известен под именем Магдала или Мэкдэла (амх. መቅደላ). Население около 2000 жителей. По переписи 1994 года здесь проживало чуть более 1000 жителей. Мужчины и женщины представлены сравнительно одинаковым количеством человек, как и в среднем по Эфиопии. Расположен в ворэде Тента.